# 安德肋·科尔德罗·兰扎·迪·蒙特泽莫洛
安德肋·科尔德罗·兰扎·迪·蒙特泽莫洛（義大利語：Andrea Cordero Lanza di Montezemolo，1925年8月27日—2017年11月19日），天主教会枢机，意大利人，罗马城外圣保禄大殿荣休总铎。
他出生于意大利都灵，于1954年3月13日晋铎，1977年6月4日晋牧。他曾长期担任教廷大使。2005年5月31日出任城外圣保禄大殿总铎。2006年3月24日被教宗本笃十六世册封为枢机。 2009年7月3日荣休。

## 牧徽

安德肋·科尔德罗·兰扎·迪·蒙特泽莫洛枢机牧徽